# Scorpions
Скорпионс (енгл. Scorpions) је хард рок и хеви метал бенд из Хановера, Немачке.
Најпознатији по својој химни из 1984. "Rock You Like a Hurricane" и балади из 1991. "Wind of Change", Скорпионси су продали више од 100 милиона плоча, што их чини једним од најуспешнијих рок бендова из континенталног дела Европе.

## Историја
Бенд је 1965. године основао Рудолф Шенкер, а оригинална се постава састојала од Шенкера на ритам гитари који је и певач, Карл-Хајнца Фолмера на главној-гитари, Лотара Хајмберга на басу и Волфганга Џионија на бубњевима. Године 1971. Шенкеров млађи брат Михаел Шенкер улази у бенд да свира водећу гитару, а добар пријатељ Клаус Мајне постаје нови певач. Група је 1972. снимила Lonesome Crow, који је послужио као саундтрак за њемачки филм Das Kalte Paradies. Иако су прошли доста незапажено, уочио их је састав УФО и ангажовао Михаела Шенкера да им свира на гитари. Он стога 1973. напушта банд, а на његово место долази Ули Џон Рот. Група с њим објављује четири албума за РЦА: Fly to The Rainbow (1974), In Trance (1975), Virgin Killer (1976) и Taken by Force (1977). Ти су албуми постигли приличну популарност у Јапану. Године 1978. група снима двоструки албум уживо Tokyo Tales. Рот одлази из бенда, а враћа се Михаел Шенкер. Група 1979. потписује за Меркјури Рекордс и објављује Lovedrive. Албум је забрањен у САД-у због сексуално експлицитног омота. Због честих проблема с дрогом и алкохолом Михаела у банду замењује Матијас Јабс.
Године 1980. група објављује албум Animal Magnetism те креће на другу светску турнеју. Тај албум у САД постаје златан. Двије године после објављују Блацкоут који се само у САД продаје у више од милион примерака. Но у звездану орбиту их избацује њихов следећи албум, Love at First Sting (1984). С тог је албума и Ем-Ти-Ви сингл "Rock You Like A Hurricane", а албум врло брзо постаје двоструко платинаст.
По објављивању албума World Wide Live (1985) група се повлачи на две године. Њихов десети студијски албум, Savage Amusement, објављен је 1988, а на њему се налази и хит-балада "Rhythm of Love". Албум Crazy World из 1990. постаје њихов најпродаванији албум захваљујући балади "Wind of Change".
Када 1993. објављују албум Face the Heat, њихови обожаватељи губе интерес због бума алтернативе почетком 90-их. Албум је ипак постао златан, а 1995. Скорпионси објављују још један ливе албум Live Bites. С басистом Ралфом Рикерманом и бубњаром Џејмсом Котаком 1996. објављују Pure Instinct. Меркјури Рекордс компилирају Deadly String: The Mercury Years, двоструки албум с највећим хитовима, објављен 1997. године. У лето 1999. излази албум Eye II Еуе у којем експериментишу с поп-техно мелодијама. У јесен 2000. снимају Moment of Glory с Берлинским филхармоничарима.

## Музички састав

### Садашњи састав
- Клаус Мајне - вокал
- Матијас Јабс - гитара
- Рудолф Шенкер - гитара
- Павел Мацивода - бас-гитара
- Мики Ди - бубњеви

### Бивши чланови
- Бубњари:
  - Волфганг Дзиони
  - Јирген Розендал
  - Руди Ленерс
  - Херман Рербел
  - Карт Крес
- Гитаристи:
  - Карл Хајнц Фолмер
  - Мајкл Шенкер
  - Улрих Рот
- Басисти:
  - Ахим Кирхоф
  - Лотар Хајмберг
  - Френсис Бухолз
  - Ралф Рикерман

## Дискографија

### Студијски албуми
- (1972)
- (1974)
- (1975)
- (1976)
- (1977)
- (1979)
- (1980)
- (1982)
- Love at First Sting (1984)
- (1988)
- (1990)
- (1993)
- (1996)
- (1999)
- (2004)
- (2007)
- (2010)
- (2015)
- Rock Believer (2022)